# 21710 Nijhawan
21710 Nijhawan è un asteroide della fascia principale. Scoperto nel 1999, presenta un'orbita caratterizzata da un semiasse maggiore pari a 2,779689 UA e da un'eccentricità di 0,067618, inclinata di 1,582375° rispetto all'eclittica. Ha un diametro di 6,538 km e un'albedo di 0,054.
Fa parte della famiglia di asteroidi Astrid.